# Oksalna kiselina
Oksalna kiselina je organsko jedinjenje sa formulom . Ova bezbojna čvrsta materija je dikarboksilna kiselina. U pogledu jačine kiseline, ona je oko 3,000 puta jača od sirćetne kiseline. Oksalna kiselina je redukujući agens. Njena konjugovana baza, poznata kao oksalat, je helirajući agens metalnih katjona. Oksalna kiseline se tipično javlja kao dihidrat sa formulom .

## Priprema
Oksalna kiselina se uglavnom proizvodi oksidacijom ugljenih hidrata ili glukoze koristeći azotnu kiselinu, ili vazduh u prisustvu vanadijum pentoksida. Mnoštvo prekurzora se može koristiti među kojima su glikolna kiselina i etilen glikol. Noviji metod se sastoji od oksidativne karbonilacije alkohola kojom se formiraju diestri oksalne kiseline:
{\displaystyle 4ROH+CO+O_{2}\rightarrow 2(CO_{2}R)_{2}+2H_{2}O}
Ovi diestri se naknadno hidrolizuju do oksalne kiseline. Oko 120,000 metričkih tona se proizvede godišnje.

### Laboratorijski metodi
Oksalna kiselina se može pripremiti u laboratoriji oksidacijom saharoze koristeći azotnu kiselinu u prisustvu male količine vanadijum pentoksida kao katalizatora.
Hidratisani kristali se mogu dehidratisati zagrevanjem ili putem azeotropne destilacije.

## Struktura
Anhidratna oksalna kiselina postoji u obliku dva polimorfa. U jednom vodonično vezivanje rezultuje u lančastoj strukturi, dok način vodoničnog vezivanje drugog oblika uslovljava pločastu strukturu. Anhidratni materijal kiseo i hidrofilan, te se koristi u esterifikacijama.

## Spoljašnje veze
- Интернационална карта хемијске безбедности 0529
- „Oxalic acid”. ChemicalLand21.com. Архивирано из оригинала 30. 01. 2012. г. Приступљено 25. 01. 2012.
- Sadržaj oksalne kiseline u povrću